# Afronycteris nanus
Il pipistrello nano dei banani (Afronycteris nanus  (Peters, 1852)) è un pipistrello della famiglia dei Vespertilionidi diffuso nell'Africa subsahariana.

## Descrizione

### Dimensioni
Pipistrello di piccole dimensioni, con la lunghezza totale tra 64 e 84 mm, la lunghezza dell'avambraccio tra 25 e 35 mm, la lunghezza della coda tra 24 e 40 mm, la lunghezza del piede tra 5 e 9 mm, la lunghezza delle orecchie tra 7 e 13 mm e un peso fino a 6,5 g.

### Aspetto
La pelliccia è corta, soffice, densa e lanuginosa. Le parti dorsali sono marroni scure o bruno-grigiastre talvolta con dei riflessi dorati, mentre le parti ventrali sono giallo-grigiastre scure. La base dei peli è ovunque bruno-nerastra. Il muso è largo, con due masse ghiandolari sui lati. Gli occhi sono piccoli. Le orecchie sono bruno-nerastre, relativamente corte, ben separate tra loro, triangolari e con l'estremità arrotondata. Il trago è lungo circa la metà del padiglione auricolare, falciforme e con l'estremità stretta ed arrotondata. Le membrane alari sono bruno-nerastre. I piedi sono molto piccoli. Sul polso e sulla pianta dei piedi sono presenti dei cuscinetti carnosi. La coda è lunga ed inclusa completamente nell'ampio uropatagio, il quale è bruno-nerastro, talvolta con il bordo libero marcato di bianco. Il cariotipo è 2n=36 FNa=50.

### Ecolocazione
Emette ultrasuoni sotto forma di impulsi di breve durata ad alta intensità e frequenza modulata iniziale di 111 kHz e finale di 59-67 kHz.

## Biologia

### Comportamento
Si rifugia singolarmente o in gruppi fino a 8 individui nelle foglie arrotolate di banani, altre specie del genere Musa, Ensete e Strelitzia nicolai e più raramente in capanne, canali d'irrigazione e grotte. I maschi tendono a vivere solitariamente, mentre i gruppi sono formati da femmine con i loro piccoli. L'attività predatoria inizia al tramonto e torna ai siti appena prima del sorgere del sole. Il volo è lento ed altamente manovrato, può prendere il volo direttamente dal suolo e può spostarsi sul terreno e arrampicarsi efficacemente. Entra in uno stato di torpore durante il giorno nei periodi più freddi.

### Alimentazione
Si nutre di insetti, particolarmente scarafaggi, falene e ditteri catturati in spazi relativamente aperti.

### Riproduzione
Gli accoppiamenti avvengono tra metà giugno e i primi di luglio, successivamente le femmine trattengono lo sperma fino ad agosto, durante il quale avviene l'ovulazione. Danno alla luce due piccoli alla volta a metà novembre. Vengono svezzati dopo 8-9 settimane.

## Distribuzione e habitat
Questa specie è diffusa nell'Africa subsahariana dal Senegal all'Eritrea ad est fino al Sudafrica sud-orientale a sud. È presente sulle isole di Zanzibar e Pemba.
Vive nelle foreste, savane, steppe semi-desertiche con presenza di piante Musaceae fino a 2 500 metri di altitudine.

## Tassonomia
Sono state riconosciute 6 sottospecie:
- A.n. nanus: Repubblica Democratica del Congo, Uganda, Sudan del Sud, Sudan meridionale, altopiani dell'Etiopia, Eritrea, Somalia, Camerun, Congo, Gabon, Rio Muni, Angola settentrionale, Zambia orientale, Kenya, Tanzania, Zanzibar, Pemba, Ruanda, Burundi, Malawi, Zimbabwe, Mozambico, Sudafrica nord-orientale e orientale;
- A.n. culex (Thomas, 1911): Ghana, Burkina Faso meridionale, Togo, Benin, Nigeria;
- A.n. fouriei (Thomas, 1926): Angola meridionale, Zambia occidentale, Namibia e Botswana settentrionali;
- A.n. meesteri (Kock, 2001): Transkei, nella Provincia del Capo Orientale;
- A.n. minuscula (Miller, 1900): Liberia;
- A.n. stampflii (Jentink, 1888): Senegal, Gambia, Guinea-Bissau, Guinea, Sierra Leone, Costa d'Avorio, Mali.

## Conservazione
La IUCN Red List, considerato il vasto areale, la tolleranza alle modifiche ambientali e la popolazione presumibilmente numerosa, classifica A.nana come specie a rischio minimo (Least Concern).